# Radium Hot Springs
Radium Hot Springs es un pueblo canadiense situado en la provincia de Columbia Británica.

## Superficie
Radium Hot Springs tiene una superficie de 6,34 km².

## Demografía
En 2021, tenía 1339 habitantes, una densidad poblacional de 211,3 hab./km², y 1366 viviendas.